# José María Silva

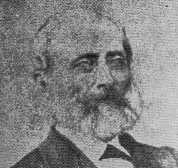
José María Silva

José María Silva (* 1804 in San Miguel; † 16. Oktober 1876 ebenda) war vom 14. Oktober 1834 bis 10. April 1835 und vom 16. Februar 1840 bis 5. April 1840 Supremo Director der Provinz El Salvador in der Zentralamerikanischen Konföderation.

## Leben
Silva war Mitglied einer Latifundistenfamilie. Er graduierte 1827 an der Universidad de San Carlos de Guatemala in Rechtswissenschaft. José María Silva war Mitglied der Partido Liberal, die seinerzeit auch Fiebre genannt wurde. Er wurde 1828 für das Departamento de San Miguel ins Parlament der Provinz El Salvador gewählt. 1829 lernte er José Francisco Morazán Quezada kennen, mit dem er eng zusammenarbeitete.
Im Mai 1829 fungierte er als Militärstaatsanwalt gegenüber Gefangenen, die bei der Batalla de Milingo 1827 gemacht worden waren, der von der Partido Liberal abtrünnige Manuel José Arce y Fagoaga hatte Pedro Barriere gegen Truppen von José Francisco Morazán Quezada kämpfen lassen, dabei wurde unter anderen José Batres Montúfar gefangen genommen, was auch als Kapitulation von Mejicanos bezeichnet wurde.
1834 wurde José María Silva erneut ins Parlament gewählt. Im selben Jahr machte ihn Joaquín Escolán y Balibrera zu seinem Stellvertreter als Supremo Director. Vom 14. Oktober 1834 bis 2. März 1835 war er geschäftsführender Supremo Director. Auch seine zweite Amtszeit als Supremo Director erhielt er als Stellvertreter.
Im April 1840 ging José María Silva mit José Francisco Morazán Quezada nach Costa Rica ins Exil. José Francisco Morazán Quezadas Weg nach Costa Rica führte über Peru. Nach Morazáns Tod 1842 kehrte Silva nach San Miguel zurück. 1851 vertrat José María Silva El Salvador bei der Convención Nacional, in Chinandega.
Zwischen 1853 und 1862 wurde er ein paarmal als Abgeordneter für San Miguel ins Parlament gewählt. Präsident Gerardo Barrios ernannte ihn zum Mitglied in Rechtskommissionen, die ein Zivilrecht erarbeiteten, das 1860 verkündet wurde und noch gültig ist, eine Handelsgesetz und ein Strafgesetz. 1872 veröffentlichte er ein politisch-historisches Werk Recuerdos al 15 de septiembre. Der Titel spielt auf den 15. September 1821 an, an welchem die Unabhängigkeitserklärung unterzeichnet wurde und der in den zentralamerikanischen Staaten Nationalfeiertag ist.
| Vorgänger                                                  | Amt | Nachfolger                                                |
| ---------------------------------------------------------- | --- | --------------------------------------------------------- |
| Joaquín Escolán y Balibrera José Francisco Morazán Quezada | Supremo Director der Provinz El Salvador 14. Oktober 1834–10. April 1835 16. Februar 1840–5. April 1840 | Nicolás Espinoza Juan Nepomuceno Fernández Lindo y Zelaya |

| Personendaten    | Personendaten                            |
| ---------------- | ---------------------------------------- |
| NAME             | Silva, José María                        |
| KURZBESCHREIBUNG | Supremo Director der Provinz El Salvador |
| GEBURTSDATUM     | 1804                                     |
| GEBURTSORT       | San Miguel, El Salvador                  |
| STERBEDATUM      | 16. Oktober 1876                         |
| STERBEORT        | San Miguel, El Salvador                  |